# Mügeln
Mügeln är en stad i Landkreis Nordsachsen i förbundslandet Sachsen i Tyskland. Staden har cirka 6 000 invånare.